# Ellen Hollman
Ellen Hollman (Detroit, 1º aprile 1983) è un'attrice statunitense.

## Carriera
Nata a Detroit, ha fatto il suo debutto televisivo in un episodio di Malcolm in the Middle nel 2005, per poi recitare nella quarta stagione di The OC. Nel 2006 ha fatto debuttato al cinema nel film Road House 2. Nel 2012 ha recitato nella serie Spartacus. In seguito ha interpretato il ruolo di Regent Warrior Zypher nella serie Into The Badlands. Nel 2015 è coprotagonista della pellicola Il Re Scorpione 4 - La conquista del potere.
Nel 2020 è protagonista del film Army of One.
Nel 2021 si aggiunge al cast del film Matrix Resurrections interpretando Echo.

## Filmografia

### Cinema
- Road house - Agente antidroga (Road House 2), regia di Scott Ziehl (2006)
- Surf School, regia di Joel Silverman (2006)
- Asylum, regia di David R. Ellis (2008)
- Lie to Me, regia di John Stewart Muller (2008)
- Skateland, regia di Anthony Burns (2010)
- Sinatra Club, regia di James Quattrochi (2010)
- True Love, regia di Enrico Clerico Nasino (2012)
- Il Re Scorpione 4 - La conquista del potere (The Scorpion King 4: Quest for Power), regia di Mike Elliott (2015)
- The Secrets of Emily Blair, regia di Joseph P. Genier (2016)
- Justice, regia di Richard Gabai (2017)
- Army of One, regia di Stephen Dunham (2020)
- Love and Monsters, regia di Michael Matthews (2020)
- Matrix Resurrections (The Matrix Resurrections), regia di Lana Wachowski (2021)

### Televisione
- Sex, Love & Secrets – serie TV, episodio 1x01 (2005)
- Malcolm – serie TV, episodio 7x07 (2005)
- NCIS - Unità anticrimine (NCIS) – serie TV, episodi 3x16-12x18 (2006, 2015)
- The O.C. – serie TV, episodio 4x13 (2007)
- Criminal Minds – serie TV, episodio 3x10 (2007)
- In Plain Sight - Protezione testimoni (In Plain Sight) – serie TV, episodio 2x01 (2009)
- Weeds – serie TV, episodio 5x07 (2009)
- Numb3rs – serie TV, episodio 6x09 (2009)
- Medium – serie TV, episodio 6x14 (2010)
- Victorious – serie TV, episodio 1x10 (2010)
- Le regole dell'amore (Rules of Engagement) – serie TV, episodio 5x22 (2011)
- Spartacus – serie TV, 14 episodi (2012-2013)
- CSI: Scena del crimine (CSI: Crime Scene Investigation) – serie TV, episodio 14x12 (2014)
- La lista di Natale (A Perfect Christmas List), regia di Fred Olen Ray – film TV (2014)
- Into the Badlands – serie TV, episodi 1x03-1x04-1x06 (2015)
- Lethal Weapon – serie TV, episodio 1x03 (2016)
- Six – serie TV, episodi 1x03-1x06 (2017)
- Una famiglia quasi perfetta (Nanny's Nightmare) – film TV (2017)
- Sharing Christmas, regia di Peter Sullivan – film TV (2017)
- NCIS: New Orleans – serie TV, 5 episodi (2018-2019)
- Hawaii Five-0 – serie TV, episodio 10x09 (2019)
- 9-1-1 – serie TV , episodi 3x04-3x06-3x09 (2019)

## Doppiatrici italiane
Nelle versioni in italiano delle opere in cui ha recitato, Ellen Hollman è stata doppiata da:
- Selvaggia Quattrini in The O.C.
- Chiara Gioncardi in Criminal Minds
- Elena Morara in CSI: Scena del crimine
- Ilaria Latini in True Love
- Federica De Bortoli in NCIS: New Orleans
- Daniela Calò in 9-1-1
- Eleonora De Angelis in Army of One